# Zollschwitz
Zollschwitz ist ein Ortsteil der Stadt Leisnig im Landkreis Mittelsachsen. 2011 hatte der Ortsteil 28 Einwohner. 1963 wurde er nach Naundorf eingemeindet, 1992 ging er mit diesem nach Bockelwitz, 2012 mit diesem nach Leisnig.

## Geschichte
1273 übergab der Bischof von Meißen dem Kloster Sornzig Zehnte u. a. in Scolzuwitz.
Bis 1365 unterstand das Dorf den Burggrafen von Leisnig. Während der nachfolgenden Verpfändung von Leisnig an Siegfried von Querfurt wurde das Dorf Zollschwitz dem Rat der Stadt Leisnig zu Lehen gegeben. 1390 übergab Markgraf Wilhelm dem Rat der Stadt Abgaben von Zollschwitz zur Erhaltung der Brücke in Fischendorf. Als der Rat von Leisnig 1545 das Vorwerk Paudritzsch kaufen musste, hatte er nicht genug Geld und überließ deshalb dem Kurfürsten Johann Friedrich I. dafür das Dorf Zollschwitz. 1548 nennt das Amtserbbuch von Leisnig zu Zollschwitz „8 besessenen Mann, die sind dem Amt Leisnig lehen- und zinsbar, vormals aber dem Rat zu Leisnig gewesen“ mit 7 Hufen. Dabei ist auch Wachkorn angegeben. Im Amtserbbuch vom Schulamt Meißen (Kloster Sornzig) steht auch noch der Zins von 4 Mann (9 ½ Scheffel Korn und Hafer). Das Obergericht und das Erbgericht gehörten ins Amt Leisnig.
Der Ort war anfangs nach der Matthäi-Kirche Leisnig gepfarrt, 1286 wurde er nach Altleisnig gewiesen, nach der Reformation nach Tragnitz.